# کمیته المپیک مالت
کمیته المپیک مالت (مالتی: Kumitat Olimpiku Malti) یک سازمان ورزشی است که نماینده کشور مالت در کمیته بین‌المللی المپیک می‌باشد.
این سازمان که در سال ۱۹۲۸ تأسیس شده مسئول آماده‌سازی و اعزام ورزشکاران به بازی‌های المپیک، بازی‌های المپیک جوانان و بازی‌های اروپایی است.